# Hanse Haus
Die Hanse Haus GmbH, mit Sitz im unterfränkischen Oberleichtersbach (Landkreis Bad Kissingen, Bayern), ist ein deutscher Fertighausanbieter. Seit der Gründung hat sich Hanse Haus zu einem international tätigen Unternehmen im Fertighausbau (Holzsystembauweise, Holztafelbau) entwickelt. Mehr als 38.000 Fertighäuser, darunter Wohnhäuser in ein- bis dreigeschossiger Bauweise, Reihenhäuser, Büro- und Zweckbauten, wurden im In- und Ausland errichtet. Das Unternehmen realisiert Bauvorhaben auf Wunsch als energiesparendes KfW-Effizienzhaus, Passivhaus oder Plusenergie-Haus. Neben der Planung und Umsetzung des Fertigbaus unterstützt Hanse Haus zukünftige Bauherren bei der Grundstückssuche und bei der Finanzierungswahl. Zudem ist Hanse Haus mit rund 50 Vertriebsbüros und mehr als 30 Ausstellungshäusern  bundesweit vertreten. Weitere Vertriebsstellen befinden sich in der Schweiz und Luxemburg. Hanse Haus beschäftigt über 1.000 Mitarbeiter und ist ein Unternehmen des von Goldman Sachs gemanagten Fonds West Street Capital Partners VIII.

## Geschichte
Zimmermeister Hermann Wandke gründete 1929 in Lübeck-Travemünde, einem Stadtteil der Hansestadt Lübeck in Schleswig-Holstein, eine Zimmerei. Zu den Tätigkeitsfeldern des Betriebes zählte die Erstellung von Holzkonstruktionen, -bauwerken und -bauteilen. Durch die steigende Nachfrage nach Wohnraum begann das Unternehmen 1950 mit dem Bau von Holz-Fertighäusern. Einige Jahre später gelangte Hermann Wandke auf einer Reise in den Süden Deutschlands in den unterfränkischen Ort Oberleichtersbach, Ortsteil Unterleichtersbach bei Bad Brückenau. Hier errichtete er im Jahr 1962 ein Zweigwerk.
Hanse Haus sowie der Hersteller Knödler Fertigbau, Ölbronn, wurden durch die BayWa AG und die Bayerische-Raiffeisen-Zentralbank AG im Jahr 1975 übernommen. Ab 1977 erfolgte die Produktion von Fertighäusern für das Wohnungsbauunternehmen Neue Heimat. Ein Jahr später übernahm die Schörghuber Unternehmensgruppe, München, die bereits über Beteiligungen an drei weiteren Bauunternehmen verfügte, beide Fertighaushersteller. Hanse Haus wurde als eigene Gesellschaft in die Bayerische Hausbau, eine Tochtergesellschaft der Schörghuber Unternehmensgruppe, integriert. Durch stetige Modernisierung der Produktionseinrichtungen übernahm der Standort Unterleichtersbach im Jahr 1979 die Funktion des Hauptwerkes. Das Unternehmen Hanse Haus, das damals unter dem Namen „Hanse-Fertighaus-Bau“ firmierte, war damit endgültig in der Bayerischen Rhön angekommen. Die Haus-Produktion in Lübeck-Travemünde wurde 1986 eingestellt. Zu Beginn der 1980er-Jahre wurden die Absatzmärkte auf die Schweiz, Österreich, Liechtenstein und Luxemburg ausgedehnt. Zum Eintritt in den Markt für Zweck- und Industriebauten gründete man 1991 die Tochtergesellschaft Elementarbau GmbH. Diese entwickelte sich in Folge zu einer Vertriebsgesellschaft für Ausbauhäuser.
Zur Erweiterung der Fertigungskapazität entschloss man sich 1993 zum Neubau eines zweiten Werkes im Oberleichtersbacher Ortsteil Buchrasen. Werk I in Unterleichtersbach kam damit die Funktion eines Zulieferbetriebes zu. Ein Jahr darauf wurde am Standort Buchrasen mit dem Bau mehrerer Musterhäuser sowie eines Bauherrenzentrums begonnen. Die offizielle Eröffnung des neuen Wohnparks erfolgte 1995. Im Jahr 2000 wurde das Bauherrenzentrum auf eine Fläche von über 1.800 m² erweitert. Bauherren können hier Ausstattungsdetails, Materialien und Produkte für ihr Haus schon im Voraus einsehen, miteinander vergleichen, kombinieren und auswählen.
Zwischen 1996 und 2007 wurden die Märkte Spanien, Irland, Frankreich, Italien und Großbritannien erschlossen. Mit der Come InHaus GmbH entwickelte Hanse Haus 2003 eine Marke für preiswerte schlüsselfertige Einsteigerhäuser. In 2006 lancierte man zudem die Marken NordicFlair und archidomus. Während über NordicFlair skandinavische Entwürfe angeboten wurden, agierte archidomus als Marke für mondäne, individuell geplante Architektenhäuser. 2010 erfolgte eine Konsolidierung, bei der alle Einzelmarken in der Muttergesellschaft Hanse Haus verschmolzen. Im November 2014 wurde das Unternehmen durch die ADCURAM Group AG, München, als Beteiligung von der Schörghuber Unternehmensgruppe übernommen. Im Zuge der Übernahme erfolgte ein Wechsel der Gesellschaftsform, sodass das Unternehmen seitdem als Hanse Haus GmbH & Co. KG auftrat. ADCURAM hatte bereits 2013 das Fertigbauunternehmen Bien-Zenker übernommen. Mit 230 Mio. Euro Umsatz in 2015 avancierte die Fertighaussparte der Münchner Industriegruppe somit als Nummer 2 am deutschen Fertighausmarkt. Sowohl Hanse Haus als auch Bien-Zenker agierten stets eigenständig und unabhängig am Markt, realisierten jedoch Gruppensynergien. Dies änderte sich auch mit der Übernahme des Unternehmens durch die Equistone Partners Europe Anfang des Jahres 2018 nicht. Mit dem Einstieg des neuen Investors wurde die Dachmarke Oikos Group GmbH etabliert, die die Marken Hanse Haus, Bien-Zenker und Living Haus vereint. 2021 veräußerte Equistone die Oikos Group an den von Goldman Sachs gemanagten Fonds West Street Capital Partners VIII. Um die Oikos Group effizienter zu gestalten, wurde die Hanse Haus GmbH & Co. KG 2022 durch einen Rechtsformwechsel in die Hanse Haus GmbH umgewandelt.

## Produkte und Dienstleistungen
Das Kerngeschäft der Hanse Haus GmbH umfasst Produktion, Montage und Ausbau von Ein-, Zwei-, Reihen- und Mehrfamilienhäusern. Das Leistungsspektrum reicht dabei vom Ausbauhaus bis hin zum schlüsselfertigen Haus. Angehende Bauherren orientieren sich an einer Vielzahl vorgedachter, d. h. in der Praxis bewährter Vorschlagsentwürfe, die frei nach dem persönlichen Belieben veränderbar sind. Das Fertighausunternehmen setzt auf eigene Meister in allen Gewerken, interne Montagekolonnen und auf die komplette Fertigung aus einer Hand. Über bewährte Partnerunternehmen werden zusätzlich passende Gründungen (Keller / Bodenplatte) sowie Küchen und Kaminöfen angeboten.
Die Produktion der Häuser erfolgt in Holztafelbauweise. Modulare Kleintafeln werden in einem patentierten Hochdruck-Heiß-Klebeverfahren erstellt. Die Kleintafeln werden direkt in der Fertigungshalle am Firmensitz zu ganzen Wandelementen verbunden und ständigen Qualitätskontrollen unterzogen. So kann garantiert werden, dass die einzelnen Bauteile unterschiedlichsten klimatischen Anforderungen gerecht werden.
Standardmäßig sind Hanse-Häuser so effizient gedämmt und die Details so abgestimmt, dass mit einer geeigneten Planung, maßgeblich aber durch die Wahl der Haustechnik, alle KfW-Effizienzhaus-Standards erreichbar sind. Seit 2016 erhalten alle Hanse-Häuser inklusive Hanse Haus-Keller / Hanse Haus-Bodenplatte ab Ausbaustufe „Fast fertig“ das Nachhaltigkeitszertifikat der Deutschen Gesellschaft für Nachhaltiges Bauen (DGNB) in Gold. Eine höhere Zertifizierung ist jederzeit möglich.

## Produktion
Die Produktion der Hanse Haus GmbH erstreckt sich aktuell über 4 Werke. Das Werk I (Vorproduktion) befindet sich in Unterleichtersbach, Werk II (Endfertigung) und Werk III (Lager & Magazin) sind am Hauptstandort in Oberleichtersbach (Buchrasen). Täglich werden hier zwei bis drei neue Häuser produziert.
Im Werk IV findet die Fertigung von Decken- und Dachelementen ihren Platz. Im Jahr 2022 begann die finale Planung und Umsetzung. Nach nur drei Jahren, davon zwei Jahre reine Planungs- und Bauphase, ist das neue Werk IV fertiggestellt. Das Werk erstreckt sich nun auf über 10.000 m² Produktionsfläche.
Dank des Werks IV und der damit verbundenen erweiterten Kapazitäten ist Hanse Haus in der Lage, bis zu 1.200 Häuser pro Jahr zu produzieren.